# Toyozō Arakawa
Pour les articles homonymes, voir Arakawa (homonymie).
Toyozō Arakawa (荒川 豊蔵, Arakawa Toyozō), né le 21 mars 1894 à Tajimi, dans la préfecture de Gifu et mort le 11 août 1985, était un céramiste japonais. Il reçut en 1955 la récompense suprême japonaise, le titre de « Trésor national vivant du Japon ». Il a formé à l'art de la poterie le céramiste Osamu Suzuki, Trésor national vivant du Japon depuis 1994. 

## Biographie
Né dans une famille d'agriculteurs à Tajimi, un village de la préfecture de Gifu, Toyozō Arakawa travailla et vécut à Mino, non loin de Nagoya. Il a retrouvé les techniques de fabrication de céramiques anciennes qui étaient utilisées au XVIe siècle (époque Momoya) pour la cérémonie du thé. 

## Sources
- Toyozo Arakawa sur l'Encyclopédie Universalis